# جورجينيو (لاعب كرة قدم، مواليد 1964)
جورج دي أموريم كامبوس المعروف بجورجينيو (بالبرتغالية: Jorginho) ، من مواليد 17 أغسطس 1964 في ريو دي جانيرو، لاعب كرة قدم برازيلي، وفائز بكأس العالم لكرة القدم 1994.
بدأ جورجينيو مسيرته الكروية في عام 1984 مع نادي أمريكا، وفي عام 1985 انتقل إلى نادي فلامنغو، وفي عام 1989 انتقل إلى نادي باير ليفركوزن الألماني، ولعب لهم لمدة ثلاث سنوات، وفي عام 1992 انتقل إلى نادي بايرن ميونخ، ولعب لهم لمدة سنتين، ثم انتقل إلى اليابان وبالتحديد إلى نادي كاشيما أنتلرز، ولعب لهم حتى عام 1999، ثم عاد إلى البرازيل ولعب لنادي ساو باولو في عام 1999، وانتقل إلى نادي فاسكو دا غاما في عام 2000، وفي عام 2001 انتقل إلى نادي فلومينيزي، واعتزل كرة القدم في عام 2003.
و لعب جورجينيو مع منتخب البرازيل لكرة القدم 64 مباراة وسجل 3 أهداف، ولعب في كأس العالم لكرة القدم 1990 وكأس العالم لكرة القدم 1994، وفي عام 2006 أصبح مدربا لنادي أمريكا، وفي 31 يوليو 2006 أصبح مساعدا لمدرب منتخب البرازيل لكرة القدم كارلوس دونغا.

## وصلات خارجية
- Jorginho على بيانات كرة القدم. دي إي (بالألمانية)
- Leverkusen who's who
- جورجينيو على موقع الاتحاد الدولي (مؤرشف)  (الإنجليزية)
- جورجينيو على موقع رابطة كرة القدم اليابانية للمحترفين (اليابانية)
- جورجينيو على موقع قاعدة بيانات كرة القدم.إي يو (الإنجليزية)
- جورجينيو على موقع بيانات كرة القدم. دي إي (الألمانية)
- جورجينيو على موقع ليكيب (الفرنسية)
- جورجينيو على موقع ناشيونال فوتبول تيمز (الإنجليزية)
- جورجينيو على موقع Soccerway.com (الإنجليزية)
- جورجينيو على موقع عالم كرة القدم.نت (الإنجليزية)
- جورجينيو على موقع كووورة
- جورجينيو على موقع اللجنة الأولمبية الدولية (الإنجليزية)